# Voice confrontation
Trong tâm lý học, voice confrontation (tên tiếng Anh khác: self-confrontation, tạm dịch: sự đối đầu với giọng nói hay được hiểu nôm na là hội chứng không thích nghe giọng thật của mình), là hiện tượng một người không thích nghe giọng nói của chính mình. Hiện tượng này thường được gây ra bởi sự thất vọng do sự khác biệt giữa những gì một người mong đợi giọng nói của họ giống với người khác và những gì họ thực sự nghe thấy trong bản ghi âm. Những khác biệt này phát sinh cả về chất lượng âm thanh, bao gồm các yếu tố như tần số âm thanh và các tín hiệu ngoài ngôn ngữ về tính cách của họ.

## Nguyên nhân
Nhận thức thính giác về giọng nói của một người sẽ khác khi người đó nghe giọng nói của chính họ trực tiếp và thông qua các bản ghi âm. Khi nghe đoạn ghi âm giọng nói của chính họ, một người có thể cảm thấy thất vọng do sự bất đồng về nhận thức giữa: nhận thức và kỳ vọng về âm thanh giọng nói của mình. Sự khác biệt phát sinh từ sự khác biệt về tần số và chất lượng âm thanh cũng như các tín hiệu ngoài ngôn ngữ về tính cách.

### Sự khác biệt về âm thanh
Cảm nhận thính giác ở người được thực hiện nhờ hệ thống thính giác tiếp nhận sóng âm thanh cơ học trong màng nhĩ. Khi nguồn âm thanh là một người khác, sóng âm thanh sẽ được nhận qua không khí (một kích thích bên ngoài). Tuy nhiên, khi nguồn âm thanh là dây thanh âm của chính người quan sát, sóng âm thanh cũng truyền qua cơ thể người đó đến tai của họ (một kích thích bên trong).
Nhà thanh quản học Martin Birchall mô tả việc nghe giọng nói của chính mình trong khi nói chuyện giống như "nghe thấy nó qua một phức hợp hang động bên trong đầu của chính chúng ta" do âm thanh truyền qua các xoang và các phần khác nhau của khoang sọ. Kết quả là, sự kết hợp của các kích thích bên trong và bên ngoài có chất lượng âm thanh khác nhau và các tần số khác với các kích thích bên ngoài.
Tuy nhiên, sự khác biệt về chất lượng âm thanh không phải là yếu tố duy nhất dẫn đến hội chứng này, vì những người tham gia một nghiên cứu năm 2013 đã xếp hạng giọng nói của họ cao hơn đáng kể khi họ không nhận ra đó là giọng nói của mình.

### Tín hiệu ngoài ngôn ngữ
Năm 1966, Philip Holzman và Clyde Rousey đã kết luận từ các nghiên cứu của họ rằng sự đối đầu với giọng nói cũng phát sinh từ sự khác biệt trong "các tín hiệu ngoài ngôn ngữ" tiết lộ các khía cạnh của tính cách chỉ có thể cảm nhận được qua các bản ghi âm, chẳng hạn như mức độ lo lắng, do dự, buồn bã và tức giận. Theo Birchall, mọi người đã quen với âm thanh giọng nói của họ do sự kết hợp của các kích thích bên trong và bên ngoài, vì vậy mọi người "xây dựng hình ảnh bản thân và hình ảnh bản thân về giọng nói của chúng ta xung quanh những gì chúng ta nghe được, hơn là thực tế". Trong một nghiên cứu năm 1967, chỉ 38% số người có thể xác định các bản ghi âm giọng nói của chính họ trong vòng 5 giây.
Sự thất vọng từ các tín hiệu ngoài ngôn ngữ có thể đặc biệt quan trọng đối với những người mắc chứng rối loạn định dạng cơ thể và chứng phiền muộn giới tính vì họ có thể cảm thấy giọng nói của mình giống như một người khác giới.

## Nghiên cứu
Năm 1967, Holzman, Andrew Berger và Rousey đã công bố một nghiên cứu tiếp theo về sự đối đầu với giọng nói ở những người song ngữ đã học ngôn ngữ thứ hai sau 16 tuổi. Nghiên cứu cho thấy những người song ngữ cảm thấy khó chịu hơn khi nghe giọng nói được ghi âm của chính họ trong ngôn ngữ đầu tiên.
Một nghiên cứu khác vào năm 1970 cho thấy những người mắc chứng rối loạn ngôn ngữ phải đối mặt với giọng nói nhiều hơn những người không gặp vấn đề như vậy. Kết quả của nghiên cứu tương tự cũng cho thấy phụ nữ thể hiện "phản ứng khác biệt về ngữ nghĩa lớn hơn đáng kể khi nghe giọng nói của chính họ".